# Ereditarietà Y linked
Nell'ereditarietà Y-linked il gene mutato è trasmesso a tutti i figli maschi, mentre le figlie femmine sono sane non portatrici. I maschi portatori di geni anomali sull'Y sono generalmente sterili, data la presenza sul cromosoma di geni determinanti lo sviluppo dell'apparato riproduttore maschile, e pertanto la mutazione si estingue con il portatore.

## Problematiche
Non è ancora possibile compilare un elenco di malattie trasmesse con il cromosoma Y. Sono state ipotizzate varie malattie a trasmissione legata all'Y ma le prove genetiche non sono sufficienti. Tra i pochi geni di cui si ha la certezza siano espressi sull'Y vi è il gene per il fattore di determinazione testicolare, geni responsabili della spermatogenesi, e alcuni geni regolatori del ciclo cellulare. L’unico stato patologico ben definito causato da un difetto del cromosoma Y è la disgenesia testicolare, causata da delezione o mutazione inattivante della regione SRY. Questo si manifesta con anomalie del sesso fenotipico: soggetto con cariotipo XY che risulta fenotipicamente femmina (sterile) o con ambiguità dei genitali.